# Giacomo Galanda
Giacomo Galanda, född 30 januari 1975 i Udine, Italien, är en italiensk basketspelare som tog OS-silver 2004 i Aten. Detta var Italiens  första medalj på 24 år i herrbasket vid olympiska sommarspelen. 2003 tog han med landslaget brons vid basket-EM i Sverige. Han deltog även i baskettävlingarna vid olympiska sommarspelen 2000 i Sydney. Han har spelat för både Pallacanestro Varese och Montepaschi Siena.